# Lesitsjovo
Lesitsjovo (Bulgaars: Лесичово) is een dorp en een gemeente in de Bulgaarse oblast Pazardzjik. Op 31 december 2018 telde het dorp Lesitsjovo 743 inwoners, terwijl de gemeente Lesitsjovo, inclusief 6 nabijgelegen dorpen, zo'n 5.119 inwoners had.  Het dorp ligt op 29 km van Pazardzjik, 63 km van Plovdiv en 89 km van Sofia.